# ای.او. اسکات
ای. او. اسکات (انگلیسی: A. O. Scott؛ زادهٔ ۱۰ ژوئیهٔ ۱۹۶۶) روزنامه‌نگار و منتقد فیلم اهل ایالات متحده آمریکا است که به همراه مانولا دارگیس دو منتقد ارشد نیویورک تایمز به‌شمار می‌روند.